# 延命院 (埼玉県杉戸町)
延命院（えんめいいん）は、埼玉県北葛飾郡杉戸町にある真言宗豊山派の寺院。

## 歴史
1186年（文治2年）に創建された。東大寺再建の勧進を行っていた重源は当地に立ち寄り、松の根に埋もれていた地蔵菩薩像を発見し、小さな堂を建てて安置した。1487年（長享元年）、宥覚は既に朽ちていた堂を再建し寺院化した。このような経緯から、宥覚を開山、重源を開基としている。院号の「延命院」は、当地の領主一色直基の快癒を祈ったことによる。
昭和後期より当寺の整備を進めることで、寺容の一新を図っている。

## 交通アクセス
- 東武動物公園駅より徒歩17分。